# ゲルハルト・リッター (1888年生)
ゲルハルト・ゲオルク・ベルンハルト・リッター(Gerhard Georg Bernhard Ritter, 1888年4月6日 - 1967年7月1日)は、ドイツの歴史学者。元フライブルク大学教授。ドイツ史の大家として知られ、第二次世界大戦下は反ナチ運動に加わった。

## 生涯
ヘッセン州のバート・ゾーデンの牧師の家庭に生まれる。ミュンヘン大学、ライプツィヒ大学、ハイデルベルク大学で学び、ハイデルベルク時代にドイツ史家ヘルマン・オンケンに師事し、歴史学者の道を歩む。1913年に処女作『プロイセン保守派と1858-1876年のビスマルクの国内政治』を発表する。
第一次世界大戦中は東部戦線、西部戦線に従軍し、ソンムの戦いにも参加した。戦後はオンケンの推薦もあり、ハイデルベルク・アカデミーの委嘱によるハイデルベルク大学史研究を開始し、1921年よりハイデルベルク大学の教授資格を得て、1924年まで同大学の私講師を務める。その後ハンブルク大学教授（1924-25年）を経て、1925年よりフライブルク大学の教授となる。以後、その死までの生涯の大半の人生をフライブルクで過ごすこととなる。
フライブルク大学に移ったリッターは、1920年代から30年代初頭にかけマルティン・ルター、ハインリヒ・フリードリヒ・フォン・シュタインの伝記研究などを発表する。第一次世界大戦の敗北に屈辱を感じ、ワイマール共和国に懐疑的な態度を持っていたリッターは、ルターやシュタインの伝記研究では実証研究の立場をとりつつ、ドイツの歴史的伝統を強調する史像を打ち出した。
保守的な政治的態度を持つ一方で、1933年に誕生したナチス政権に対してはドイツの道徳的価値観や歴史的伝統を貶める存在として批判的であり、1936年に発表したフリードリヒ大王の伝記、1940年に発表し、マキァヴェリとトマス・モアの思想を対比しつつ権力と倫理の関係を論じた『権力国家とユートピア（邦題：権力思想史）』などで、間接的にナチス政権の批判を行なった。またドイツ歴史学の代表的雑誌『史学雑誌 (Historische Zeitschrift)』が徐々に体制への接近を進めるなかで、絶縁宣言を行なっている。また執筆活動の他には、敬虔なプロテスタントであったリッターは告白教会運動とも関係を深めていた。リッターの反ナチス的態度に対して、1938年にはナチス政権より外国旅行禁止を命じられている。
ナチス政権下でリッターはナチス政権に批判的な学者たちの集まった「フライブルク＝クライス」と呼ばれるグループの中枢人物となり、このグループや告白教会との結びつきで、元ライプツィヒ市長カール・ゲルデラー、元陸軍参謀総長ルートヴィヒ・ベック、神学者ディートリヒ・ボンヘッファーなど反ナチ運動の指導者とも親交を結ぶ。しかしヒトラー暗殺未遂事件発生後の1944年11月にリッターは逮捕され、ラーフェンスブリュック強制収容所に収監された（なおリッター自身は、暗殺計画に直接関与はしていなかった）。1945年4月末に釈放され、第二次世界大戦の敗戦を迎える。
戦後はフライブルク大学に復職し、同大学の再建に務めるとともにドイツ史学界の再建にも努め、1949年にはドイツ歴史家協会（Verband der Historiker und Historikerinnen Deutschlands）の会長に選出された。1957年にはプール・ル・メリット勲章を授与された。
社会活動の一方で、1954年には自らも交流を持ったゲルデラーの伝記『カール・ゲルデラーとドイツ抵抗運動』、プロイセン以来のドイツ史における政治と軍事の関係を追った四巻本の大著『国政術と戦争手段』を刊行するなど、旺盛な執筆活動を続けた。また60年代には『国政術と戦争手段』の内容とも関わる第一次世界大戦の開戦責任をめぐり、ドイツに特有のイデオロギーや社会経済背景を重視した後進のフリッツ・フィッシャーとの間に「フィッシャー論争」と呼ばれる激しい論争を起こした。

## 邦訳著書
- 『権力思想史――近世の政治的思惟における権力問題の歴史および本質に関する考察』（西村貞二訳、みすず書房, 1953年）

原書初版：1940年。邦訳は戦後第6版。初版刊行時の背景を語った序言あり
- 『教育力としての歴史』（島田雄次郎訳、創文社, 1957年）

原書初版：1946年。訳書は講談社「オンデマンド叢書」（電子書籍、2022年）で再刊
- 『ドイツのミリタリズム』（西村貞二訳、未來社, 1963年）
- 『宗教改革の世界的影響』（西村貞二訳、新教出版社, 1967年）

原書初版：1941年
- 『現代歴史叙述の問題性について』（岸田達也訳、創文社, 1968年）
- 『政治と軍事―ドイツのミリタリズムの問題』（新庄宗雅訳、私家版, 1985年）

国政術と戦争手段1巻の抄訳
- 『シュリーフェン・プラン――ある神話の批判』（新庄宗雅訳、私家版, 1988年）

原書初版：1956年